# Mirko Praljak
Mirko Praljak (Gabela, pokraj Čapljine, 1920. - Zagreb, 1992.) bio je sudionik narodnooslobodilačke borbe, djelatnik Ozne (1945. - 1946.), dužnosnik Udbe (1946. - 1966.), te otac generala Slobodana Praljka.

## Djetinjstvo i mladost
Rođen je 1920. u mjestu Gabela, pokraj Čapljine, u Hercegovini, gdje je njegov otac Šimun Praljak, inače rodom iz Bugojna, odakle potječu svi Praljci, radio kao željezničar, na pruzi Čapljina - Gabela - Dubrovnik. Otac, Šimun, bio je gorljivi pristaša Stjepana Radića i Vladka Mačeka, te se u međuratnom razdoblju, i kao član priključio aktivnostima HSS-a. S druge je strane, njegov sin Mirko Praljak, nakon završene pučke (osnovne) škole i izučenog zanata, odlučio se na odlazak iz rodnog kraja, te je u potrazi za poslom dospio u Sisak, gdje je radio kao radnik u industriji, te se u tim krugovima upoznaje s revolucionarnim idejama, tada u Kraljevini Jugoslaviji, ilegalnog komunističkog pokreta. U Sisku, 1938., postaje članom SKOJ-a, a 1940., primljen je u članstvo KPJ. 

## Drugi svjetski rat
Nakon izbijanja Drugoga svjetskog rata, okupacijom Jugoslavije i uspostavom NDH, Praljak se vraća u rodni kraj, u Gabelu, gdje sudjeluje u diverzantskim aktivnostima na željezničkoj pruzi Gabela - Čapljina, te u pripremanju ustanka, da bi se potom 1942., priključio narodnooslobodilačkom pokretu (NOP) . 
U NOP-u je sudjelovao prvo kao borac, te je bio pripadnikom Neretvanske čete, da bi kasnije kroz jedinice sudjelovao na bojištima u Južnoj Dalmaciji i Hercegovini. Tada se upoznaje s Jurom Galićem zvanim Veliki, koji ga je upućivao u političkom radu za rata, a surađivao je i s Halilom Poškovićem, Dušanom Mandrapom i Hasom Mesihovićem zvanim Ćiše. Tijekom tog razdoblja upoznaje se sa svojom budućom ženom, Filomenom, s kojom se 1944. oženio i dobio djecu. 
Pred kraj rata, pošto se iskazao u mostarskoj operaciji, na preporuku politkomesara Dušana Koraća, a uz podršku Jure Galića - Rojaka, tada člana Okružnog komiteta KP-a za Hercegovinu, u ožujku 1945., kao pouzdani kadar, postavljen je na službu u Ozni, za Široki Brijeg.  

## Karijera u socijalističkoj Jugoslaviji

### Karijera u Ozni i Udbi
U radu u Ozni, za Široki Brijeg, upoznake se i aktivno djeluje s Teufikom Selimovićem zvanim Buđoni, Jozom Jelčićem, Vicom Soptom, Antom Primorcem i Lovrom Kovačevićem, da bi se na spomenutoj dužnosti zadržao u razdoblju od 1945. do 1950.godine. Potom je uslijedio premještaj u Ramu, gdje boravi u službi od 1951. do 1955., kada je ponovno vraćen u Široki Brijeg, od 1955. do 1961., da bi zatim bio imenovan na dužnost načelnika Udbe u Mostaru, dužnost koju je obnašao od 1961. do 1966., kada je nakon Brijunskog plenuma, u ljeto 1966., smijenjen Aleksandar Ranković, te su po republičkim službama uklanjani njegovi kadrovi, tako je i Mirko Praljak bio smijenjen dužnosti i prisilno umirovljen 1967., radi ideoloških zastranjivanja u radu službe. 
Sumnja se, kako je u svojem radu u Ozni, odnosno Udbi, u razdoblju od 1945. do 1966., aktivno sudjelovao i davao usmene naloge drugima, da sudjeluju, u ubojstvima, mučenjima i protjerivanju civila, žena, djece i staraca, iz lokalnog hrvatskog stanovništva, čiji su članovi uže obitelji simnjičeni da su bili pripadnici vojske NDH, ili simpatizeri, ili su bježali i skrivali se pred prisilnom mobilizacijom u jedinice JA, te kao takvi, bili označeni tzv. križarima (škriparima).
Iz tog poratnog vremena, vezuje se i konflikt s Džemalom Bijedićem, tada pomoćnikom načelnika Ozne NR BiH, u Sarajevu, kada je Praljak u svom isljeđivanju i progonu škrioara, obrušio na pojedine Bošnjake, za koje je sumnjao da su skrivali i pomagali obitelji bivših ustaša, te je tada intervenirao Bijedić, da se iste ostavi na miru. 

#### Slučajevi iz vremena "borbe" sa škriparima
U to je vrijeme, neposredno nakon što je u Hercegovina prestala biti područje ratnih operacija, u siječnju i veljači 1945., pa od kraja rata, u svibnju 1945., sve do 1948., bilo proglašeno izvanredno stanje, te su čak bili uvedeni prijeki sudovi, koji su se razračunavali s pojavom banditizma, odnosno križarima (škriparima). O svemu je rukovodstvo Ozne BiH, na čelu s Uglješom Danilovićem, sastavilo je opsežan izvještaj, koji je uslijedio kao odgovor na Rankovićeve prozivke o samovolji, te među ostalim u izvješću stoji:
"Prije nekoliko dana danju na mostarskom srezu ubili su jednog oficira OZN-e iz mostarskog opunomoćstva (riječ je bila o Danilu Ćapinu, koji je bio ubijen na Božić 25. prosinca 1945. u Sretnicama, nedaleko od Mostara). Mi smo se složili povodom ovog slučaja da se strelja šest najizrazitijih jataka kod kojih su odmetnici bili (iako je za odmazdu bilo strijeljano sedam osoba, Jozo Kordić, Ivan Kordić, Mate Marić, Andrija Čule, Andrija Smoljan, Nikola Vučić i Ruža Rozić). Gonjenje ustaških bandi je teško zato što imaju podršku stanovništva, kreću se danju u civilnim odjelima, sa oznakom naše vojske i slično. Naše odjeljenje povelo je oštar kurs prema jatacima i to je imalo izvjesnog dejstva. Tako su naprimjer seljaci jednog sela na posuškom srezu uzeli sami puške da se tuku protiv ustaša. Ali oštar kurs prema jatacima imao je za posljedicu krupnije greške koje su počinile jedinice 29 divizije u Zapadnoj Hercegovini. Na Posušju i Š. Brijegu bilo je tuča seljaka pa i ubijanja, što se na mase vrlo nepovoljno odrazilo. Tako npr. Šef upravnog otsjeka u sreskom odboru Š. Brijeg komunista je rekao jednom prilikom: Srpska vojska ubija hrvatske seljake. Od strane Armije preduzete su mjere da se učini kraj ovim nepravilnostima. Sami HRSovci iz Zapadne Hercegovine protestuju protiv grešaka koje je počinila vojska."
Dana 23. svibnja 1946., u selu Mokro, zaseoku Kuljića brijeg, pokraj Širokog Brijega, dogodio se događaj poznat pod nazivom "ubojstvo Kuljića dice" Mirko Prajak uz pomoć djelatnika Udbe, Ante Primorca i Marka Knezovića, sudjelovao je u mučkom ubojstvu petero osoba mlađe životne dobi, pod optužbom da su isti surađivali i pomagali križare (škripare), te je naredio da ih se strijelja pred obiteljskom kućom i na očigled njihovih roditelja i prisilno dovedenih mještana, koji su izvedeni kao svjedoci. Riječ je bila o Ani Slišković (1926.), Ivi Slišković (1926.), Mili Slišković (1947.), Zori Slišković (1929.) i Ivanu Sliškoviću (1929.), dok je Ruža Slišković uspjela pobjeći sa strijeljanja. Tek 1972. bilo je odlukom lokalnih vlasti dozvoljeno podignuti im nadgrobni spomenik, a 1996., na pedesetu obljetnicu ubojstva podignuta je spomen-ploča.
Dana 2. prosinca 1947., djelatnici Udbe uhitii su u Širokom Brijegu, dvije djevojke, Ivu Soldo (1927.-1947.) i Šimu Topić (1927.-1947.) iz Oklaja, koje su tom prilikom radile u Duhanskoj stanici, a povod je bio bijeg Ivinog brata Bože Solde (1930.) u križare (škripare) , koji je zadobio teške tjelesne ozljede u jednom obračunu vatrenim oružjem s djelatnicima Udbe, te mu je obitelj donosila hranu, a sanitetski materijal mu je dostavljala sestra Iva s kolegicom Šimom, nakon odrađene smjene u Duhanskoj stanici one bi kupovale u širokobriješkoj ljekarni zavoje i ostalo, te su pod sumnjom da pomažu križare (škripare) bile od strane djelatnika ljekarne prijavljeni Udbi. Odmah po uhićenju dviju djevojaka, slijedilo je iznuđivanje iskaza i tortura, ali kako su se iste branile šutnjom, Mirko Praljak, je naredio djelatnicima Udbe, Marku Primorcu i Lovri Kovačeviću, da sve mještane izvedu iz kuća kako bi svjedočili obračunu s narodnim neprijateljima, tražeći da iste svežu žicom, a kad nisu pronašli žicu, uzeo je mitraljez i pred okupljenim mnoštvom rafalom u glavu pokosio dvije djevojke. Izdao je usmeni nalog da se iste nemaju pravo pokopati na groblju, nego da moraju, kao opomena drugima, biti pokopane na mjestu gdje su bile ubijene, te je naredio mještanima da iskopaju grobnu raku, oko koje je bila postavljena drača kako im se ne bi mogla odavati počast, te je takvo stanje potrajalo sve do pada Aleksandra Rankovića 1966., kada je s rukovodećeg mjesta smijenjen i Praljak pa i kasnije, tijekom 1970-ih grob je postao mjesto hodočašća, da bi tek nakon demokratskih promjena i raspada Jugoslavije, bio primjereno uređen.
Dana 12. prosinca 1947., u Posušju su odlukom prijekog suda kojim je predsjedao djelatnik Udbe, Mirko Praljak, na smrtnu kaznu strijeljanjem, koja se imala izvršiti odmah bili osuđeni Ivan Kovačić (1925.), Ivan Bakula (1926.), Ivan Biško (1911.), Jure Biško (1921.), Marijan Bošnjak Marjanica (1915.), Ivan Marić zvani Bili (1909.) i Jozo Karamatić zvani Josa (1919.). Isti su bili pogubljeni isti dan nakon mise, te su djelatnici Udbe prisilno izveli narod kako bi gledali obračun s narodnim neprijateljima, osuđenici su odvedeni pred zid, strijeljani i naređeno je da ih se pokopa u tek iskopanoj jami iz koje se vadilo vapno, te su bili bačeni u jamu, a na njih pobacan materijal i otpadci, te je nalogom Mirka Praljka, svima bilo zabranjeno obilježavati grobno mjesto, te su dostojno sahranjeni tek 1989., kada su obitelji dobile dozvolu da izvrše ekshumaciju i pokop, ali su lokalne vlasti tražile da se sprovod održi u tišini, kako se ne bi uznemiravao narod, ali usprkos tome što je još bilo jednostranačje, na sprovodu i misi se okupilo više stotina ljudi. O svemu je u proizvodnji HRT-a, u produkciji Dokumentarno povijesno-programa HRT-a, snimljen dokumentarni film u režiji scenarista i redatelja Darka Dovranića, pod nazivom "Posuška elegija".

### Umirovljenje nakon Brijunskog plenuma
U razdoblju nakon Brijunskog plenuma, održanog na ljeto 1966., Džemal Bijedić na republičkoj razini, 1967., formira novo rukovodstvo BiH, te je svojim novim kursom i javnom politikom skida ljagu tzv. neprijateljskog kraja s područja zapadne Hercegovine i njezinog stanovništva. Istodobno, Praljak koji je smijenjen i otpušten iz Udbe, nadao se rukovodećoj sinekiri u nekom društvenom poduzeću, ali zbog novog Bijedićevog kursa, za Praljka, nije bilo mjesta, te je pod prijetnjom isključenja iz SKJ, pristao na umirovljenje. U narednom razdoblju, od druge polovine 1960-ih, pa do druge polovine 1980-ih, poznato je kako se bavio poljoprivredom, točnije uzgojem svinja, u okolici Mostara.
Njegov sin, Slobodan Praljak, zbog egzistencijalnih problema izazvanih očevim umirovljenjem, bio je prisiljen za svoje studije u Zagrebu, uzdržavati se sam, radeći tijekom ljeta nekvalificirane poslove u Stockohlmu u Švedskoj te u Titiseeu u Njemackoj.  

## Demokratske promjene i smrt
Nakon demokratskih promjena i uoči raspada Jugoslavije, kada su u javnost počele izlaziti dugo prešućivane činjenice o događajima s kraja Drugoga svjetskog rata i poraća, te kad su se brojni bivši politički emigramti vraćali u zemlju, bio je svjestan svoje uloge u Udbi, u bivšem režimu, te se 1990., skupa sa suprugom odlučio na bijeg iz Mostara, zbog straha od osvete od članova obitelji onih za koje se sumnjalo da ih je upravo Praljak, mučio i ubio, a takvih je bilo mnogo. Prije odlaska, obratio se za pomoć znancima iz Beograda, koji su mu ironično kazali kako  njega, u njegovom strahu, niti korpus JNA ne bi mogao obraniti u Mostaru. 
Umro je u Zagrebu, 1992., u sedamdeset i drugoj godini. Pokopan je na zagrebačkom gradskom groblju, Mirogoj.
Nakon njegove smrti, njegovog sina, Slobodana Praljka, progonila je stigma za sva zlodjela koja je ovaj počinio, te je nakon dobrovoljnog dolaska u Čapljinu, gdje se u travnju 1992., priključio obrani, od fra Bože Radoša, zamolio održavanje svete mise zadušnice za njegovog pokojnog oca.